# Società Polisportiva Monselice 1981-1982
Questa pagina raccoglie le informazioni riguardanti la Società Polisportiva Monselice nelle competizioni ufficiali della stagione 1981-1982.

## Stagione
Nella stagione di Serie C2 1981-1982 la Polisportiva Monselice disputa il suo quarto campionato di Serie C2 consecutivo, piazzandosi all'11º posto in classifica, dopo aver collezionato 10 vittorie, 13 pareggi, 11 sconfitte, 22 gol fatti e 29 subiti. Nella Coppa Italia Serie C, viene eliminato nella fase a gironi, piazzandosi all'ultimo posto in classifica. È da registrarsi il cambio di allenatore; Maurizio Simonato sostituisce Edoardo Reja.

## Divise e sponsor
La divisa del Monselice era composta da una maglia rossa, calzoncini bianchi, calzettoni bianco-rossi.
| 1º | 2º |

## Organigramma societario
Area direttiva
- Presidente: Vittorio Brunello
- General manager: Giuseppe Galtarossa
- Segretario: Feliciano Fabris

Area tecnica
- Allenatore: Maurizio Simonato

## Rosa
| N. |                   | Ruolo | Calciatore         |
| -- | ----------------- | ----- | ------------------ |
|    | Italia (bandiera) | C     | Giovanni Amadi     |
|    | Italia (bandiera) | C     | Alfredo Bernardini |
|    | Italia (bandiera) | C     | Oddone Carraro     |
|    | Italia (bandiera) | C     | Mauro Cuccato      |
|    | Italia (bandiera) | A     | Massimo De Marchi  |
|    | Italia (bandiera) | P     | Nico Facciolo      |
|    | Italia (bandiera) | A     | Enrico Ferrari     |
|    | Italia (bandiera) | C     | Stefano Fiori      |
|    | Italia (bandiera) | C     | Stefano Furlan     |
|    | Italia (bandiera) | A     | Paolo Gallo        |
|    | Italia (bandiera) | P     | Piero Gennari      |
|    | Italia (bandiera) | A     | William Graneris   |

| N. |                   | Ruolo | Calciatore        |
| -- | ----------------- | ----- | ----------------- |
|    | Italia (bandiera) | C     | Giuseppe Lazzaro  |
|    | Italia (bandiera) | C     | Massimo Leonetti  |
|    | Italia (bandiera) | D     | Andrea Marni      |
|    | Italia (bandiera) | C     | Daniele Marola    |
|    | Italia (bandiera) |       | Ortolani          |
|    | Italia (bandiera) | D     | Luigi Pastò       |
|    | Italia (bandiera) | D     | Maurizio Penello  |
|    | Italia (bandiera) | D     | Roberto Salvalajo |
|    | Italia (bandiera) | A     | Massimo Toffano   |
|    | Italia (bandiera) | D     | Maurizio Tubaldo  |
|    | Italia (bandiera) | C     | Emilio Vendramin  |

## Risultati

### Coppa Italia Serie C

#### Fase a gironi - Girone 8
|              | LRV | MON | PAD |
| ------------ | --- | --- | --- |
| L.R. Vicenza | ––– | 2-0 | 1-1 |
| Monselice    | 0-3 | ––– | 0-1 |
| Padova       | 1-2 | 1-0 | ––– |

| Pos. | Squadra           | Pt | G | V | N | P | GF | GS | DR |
| ---- | ----------------- | -- | - | - | - | - | -- | -- | -- |
| 1.   | Lanerossi Vicenza | 7  | 4 | 3 | 1 | 0 | 8  | 2  | +6 |
| 2.   | Padova            | 5  | 4 | 2 | 1 | 1 | 4  | 3  | +1 |
| 3.   | Monselice         | 0  | 4 | 0 | 0 | 4 | 0  | 7  | -7 |

## Statistiche

### Presenze
- Gennari, Tubaldo (34)

## Fonti
- Calciatori panini 1981-1982